# Sophienhof (Flensburg)

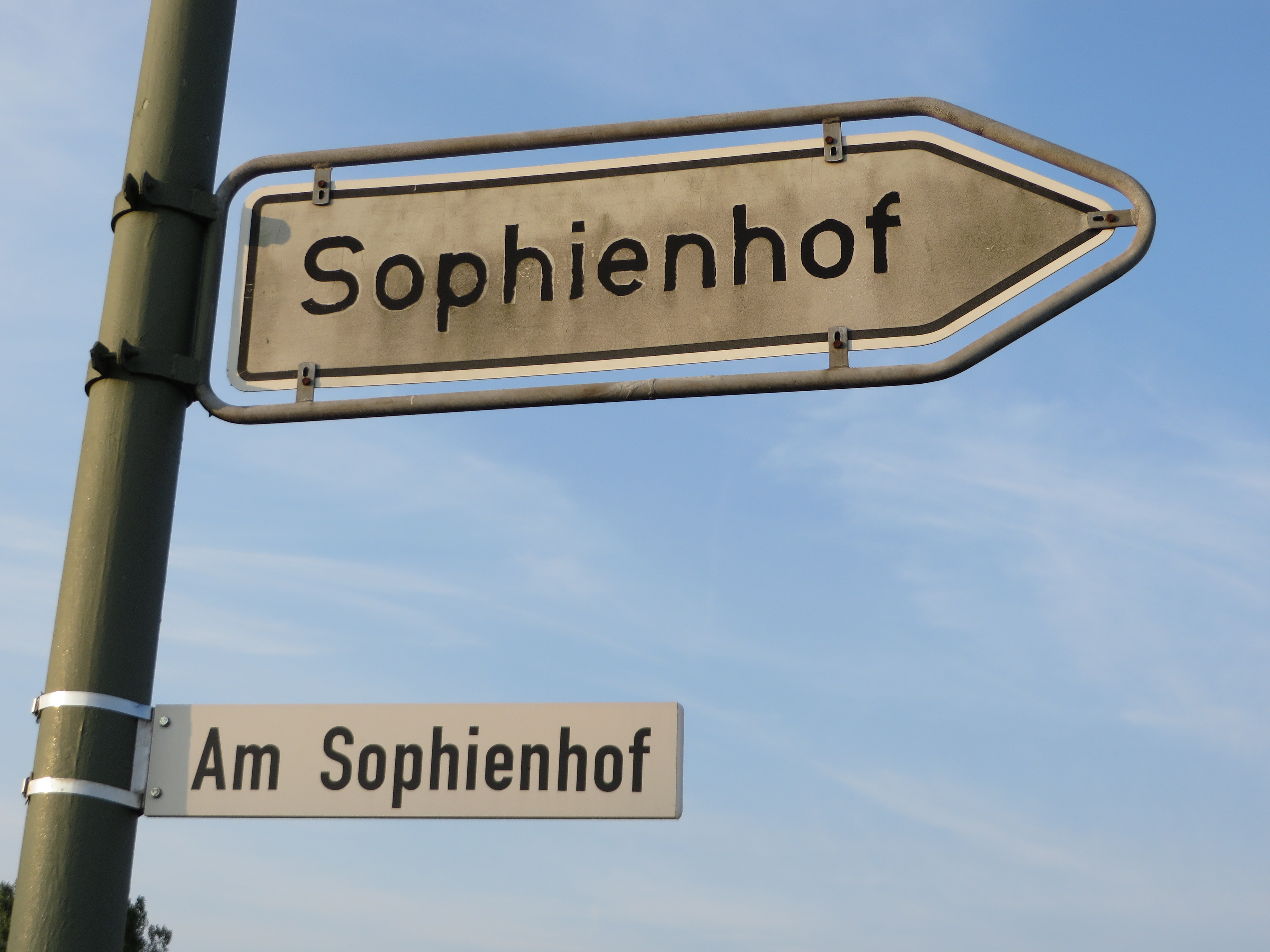
Hinweisschild zum Gebiet Sophienhof und Straßenschild Sophienhof.

Sophienhof (dänisch Sophiegård) in Flensburg ist ein südwestlich der Innenstadt gelegenes Gebiet, das durch die städtische Administration dem Stadtteil Weiche zugeordnet wurde und in Folge den Status eines Flensburger Stadtbezirkes erhielt.

## Geschichte

### Das Gebiet im 18. Jahrhundert
Im 18. Jahrhundert entstanden südlich außerhalb des Stadtgebietes mindestens acht Kolonistenstellen. Die Kolonisten (vgl. Kartoffeldeutsche sowie Moorkolonisierung#Schleswig und Holstein) sollten das dortige Ödland kultivieren. Der Stadtgrund war damals schon vollständig verteilt. Die Ländereien vor der Stadt dienten auch der Versorgung der städtischen Bevölkerung. Das Gebiet des späteren Sophienhofes gehörte im 18. Jahrhundert zu dem Außenlücken-Gelände des Nicolay-Feldes. Südlich des Gebietes begann die Stadtgrenze, dort außerhalb lag einer der erwähnten Kolonistenhöfe. Ein dorthin führender Weg erhielt später den Namen Kolonistenweg.

### Entstehung des Sophienhofes
Im 19. Jahrhundert entstand der Einzelhof Sophienhof als schlichte Schäferei. 1841 legte der süddeutsche Buntfutter Christian Schulz († 1848) den Hof an. Schulz fuhr und arbeitete mit Eseln, statt Kühe hatte er Schafe. Mittels seiner Schäferei nutzte er die dortige Heidelandschaft. Unterstützung fand Schulz zudem beim Flensburger Kaufmann Peter Petersen Schmidt († 1848) der mit Island Handel trieb. Dieser kümmerte sich vermutlich insbesondere um den Absatz der Schafswolle und des Leders. Von Flensburg aus wurden Lederwaren, insbesondere Lederhandschuhe exportiert. 1845 erwarb der Hofbesitzer von Alt-Seegaard bei Husby, der durch Branntweinbrennerei zu einem Vermögen gekommen war, die Schäferei. Er baute für den Hof ein neues Wohnhaus (Am Sophienhof 33) und gab dem Hof den Namen seiner Frau Sophie, also „Sophienhof“. Auch eine Brauerei richtete er dort wieder ein. Schon kurz nach dem Kauf übergab er offenbar den „Sophienhof“ an seinen vierten Sohn Nicolai Jacob Ohlsen (1810–1854). Nach dem frühen Tod von Nicolai Jacob Ohlsen im Jahr 1854 erhielt dessen jüngerer, im Jahr 1816 geborener Bruder Peter Christian Ohlsen, der offenbar als Freiwilliger im Rang eines Leutnants im Schleswig-Holsteinischen Krieg (1848–1851) gedient hatte, den Hof. Peter Christian Ohlsen bewirtschaftete den Hof offenbar nicht nachhaltig. Er verkaufte die Schafe und die Brennereieinrichtung. 1856 oder 1857 soll er angeblich ohne seine Frau und Kinder nach Amerika verschwunden sein. Nach anderen Angaben soll er nach dem verlorenen Krieg mit Kameraden in die deutsch-britische Legion eingetreten sein und in Südafrika gefallen sein. In einer Karte aus dem Jahr 1863 wurde der Sophienhof als Vierseithof verzeichnet. Ab 1867 wurde die Hofstelle für 8 Jahre von G. C. Hoppe bewirtschaftet, der neues Land hinzuerwarb, einen Garten anlegte und mit Hilfe von "Kunstdung" erfolgreicher als seine Vorgänger arbeiten konnte. Auf ihn folgten in schneller Folge verschiedene Hofbesitzer.

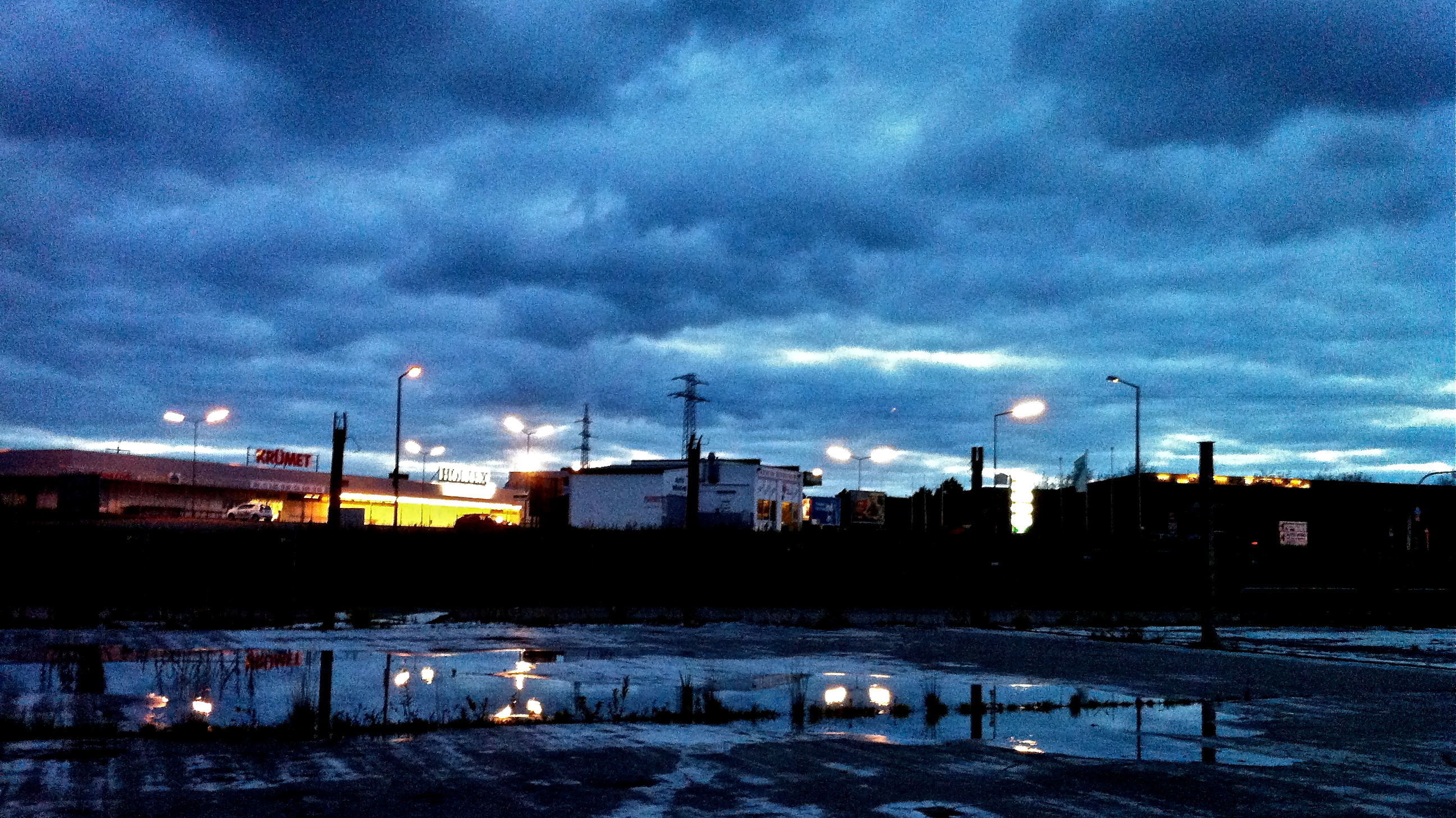
Das Industrie- und Gewerbegebiet zur Abendstunde im Jahr 2010.

### Als landwirtschaftlicher Betrieb der Stadt und als Lehr- und Versuchsanstalt des Reichsnährstandes und der Landesbauernkammer bzw. der Landwirtschaftskammer SH
Anfang des 20. Jahrhunderts war der Bauernhof offenbar heruntergewirtschaftet. 1903 übernahm die Stadt Flensburg den Hof, die ihn zum Hauptsitz des städtischen Landwirtschaftsbetriebes machte. Des Weiteren nutzte die Stadt das Gelände als Müllabladeplatz und zur Entsorgung der städtischen Fäkalien. Aus letzterem wurde mit Hilfe von Torf Dünger produziert und auf den Fluren der stadteigenen Landwirtschaft eingesetzt. Der Überschuss wurde an die Geestbauern versteigert. Nach Durchführung der Kanalisation in Flensburg konnte die Abfuhr der Fäkaleimer 1929 eingestellt werden. Die „Anstalt“ auf Sophienhof wurde nicht mehr gebraucht. 1934 pachtete der Reichsnährstand den Sophienhof und richtete dort die „Viehpflege und Melkerschule“ für den Gau Schleswig-Holstein ein. Unter der Leitung von Dr. Rudolf Vahlbruch arbeitete der Lehr- und Versuchshof sehr erfolgreich und erweiterte seine Arbeitsfelder und seine Außenwirkung kontinuierlich. 1942 umfasste die bewirtschaftete Fläche bereits 143 ha. Der Reichsnährstand konnte durch zähes Bemühen seitens der schleswig-holsteinischen Bauernschaft dazu bewegt werden, Hof und Feldfluren von der Stadt käuflich zu erwerben. Am 11. November 1942 legte Oberbürgermeister Ernst Kracht den Straßennamen „Am Sophienhof“ fest. Nach dem Krieg ließ die britische Besatzung die Verwaltungsorgane der Landesbauernschaft bestehen. Der Sophienhof setzte seine Arbeit als „Lehr- und Versuchsanstalt für Viehhaltung“ der Landesbauernkammer fort, ab 1953 als Einrichtung der Landwirtschaftskammer SH. Durch die Planungen für den Bau der westlichen Ortsumgehung (heute B 200), die die Fluren des Sophienhof zerschnitt, musste der Ort aufgegeben werden. Die Lehr- und Versuchsanstalt setzte ihre Arbeit in Futterkamp, Ostholstein fort – heute als LVZ Futterkamp der Landwirtschaftskammer SH.

### Wandel zum heutigen Wohn-, Industrie und Gewerbegebiet
Der südöstliche Teil des ursprünglichen Weiches, zudem auch der älteste Wohnplatz des Stadtteils, das Mühlental gehört, wurde später von der Administration als Teil des heutigen Stadtbezirks Sophienhof ausgewiesen. Schon seit 1964/65 hatte die Stadt mit der Landwirtschaftskammer Schleswig-Holstein über den Kauf des 45 Hektar großen Geländes verhandelt. 1969 wurde dort ein Siel (Stammsiel Süd) fertiggestellt. Im Anschluss entstand dort ein Wohngebiet. Außerdem entstand an der Husumer Straße ein Industrie- und Gewerbegebiet. Den Anfang machte dabei 1971 die Lübecker Firma Holtex. In einer schlichten 4.000 Quadratmeter großen Halle bot das Unternehmen seitdem Textilien aller Art an. Das Kaufhaus, das heute noch existiert, wurde im Laufe der Zeit noch etwas umgebaut. Das Wohngebiet wuchs erst in den 1990er Jahren an Weiche heran.

## Unternehmen und Einrichtungen im Sophienhof
- Städtische Betriebskindertagesstätte "Am Sophienhof"[13]
- Modehersteller Holtex
- Autohändler Diamant Autowelt in Flensburg GmbH
- Reifenhändler Reifen Helm GmbH[14]
- KFZ Werkstatt AutoXpert Technik GmbH[15]
- Landesamt für Vermessung und Geoinformation Schleswig-Holstein
- Krümet Sonderposten Filiale
- Garten/Landschaftsbau Firma GrünKonzept Flensburg GmbH[16]